# Comunidad Económica y Monetaria de África Central

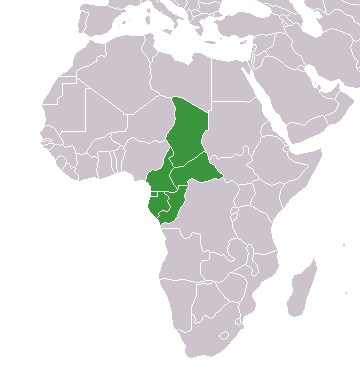
Países de la Comunidad Económica y Monetaria de África Central (CEMAC)África-countries-CEMAC.png

La Comunidad Económica y Monetaria de África Central (CEMAC) (en francés Communauté Économique & Monétaire de l'Afrique Centrale) es una organización internacional creada para tomar las riendas de la Unión Aduanera y Económica de África Central (UADAC, del francés Union Douanière et Économique de l'Afrique Centrale). El tratado que instituye la CEMAC fue firmado el 16 de marzo de 1994 en Yamena (Chad) y entró en vigor en junio de 1999.
La CEMAC, que reagrupa la Unión Monetaria de África Central (UMAC) y la Unión Económica de África Central (UEAC), tiene por misión:
- establecer una unión cada vez más fuerte entre los pueblos de los Estados miembros para reafirmar su solidaridad geográfica y humana;
- promover las iniciativas nacionales para la eliminación de las trabas al comercio intracomunitario, la coordinación de los programas de desarrollo, la armonización de los proyectos industriales;
- el desarrollo de la solidaridad de los países miembros para favorecer los países y regiones más pobres;
- crear una auténtica cooperación africana.

El 24 de enero de 2003 la Unión Europea, concluyó un acuerdo financiero con la CEEAC y la CEMAC, condicionada a que la CEMAC y la CEEAC convergieran en una sola organización, y así, la CEEAC tomara su parte de responsabilidad en la defensa de la paz y la seguridad de la región a través del pacto COPAX de seguridad.
Aunque la CEMAC no es uno de los pilares de la Comunidad Económica Africana sus miembros sí están asociados a través de la CEEA.

## Países miembros
Seis estados forman parte de la Unión:
- Camerún
- República del Congo
- Gabón
- Guinea Ecuatorial
- República Centroafricana
- Chad